# Арвідас Новиковас
Арвідас Новиковас (лит. Arvydas Novikovas, нар. 18 грудня 1990, Вільнюс) — литовський футболіст, фланговий півзахисник.
Виступав, зокрема, за клуби «Сент-Джонстон» та «Гартс», а також національну збірну Литви.

## Клубна кар'єра
Народився 18 грудня 1990 року в місті Вільнюс. Вихованець футбольної школи клубу «Інтерас». Дорослу футбольну кар'єру розпочав 2007 року в основній команді того ж клубу, в якій того року взяв участь у 12 матчах чемпіонату. 
Своєю грою за цю команду привернув увагу представників тренерського штабу клубу «Гартс», до складу якого приєднався 2008 року. Відіграв за команду з Единбурга наступні три сезони своєї ігрової кар'єри.
Протягом 2011 року на правах оренди захищав кольори команди клубу «Сент-Джонстон».
2011 року повернувся до клубу «Гартс». Цього разу провів у складі його команди два сезони.  Більшість часу, проведеного у складі «Гарт оф Мідлотіан», був основним гравцем команди.
Протягом 2013—2015 років захищав кольори команди клубу «Ерцгебірге Ауе».
До складу клубу «Бохум» приєднався 2015 року. У складі бохумського клубу провів 20 матчів в національному чемпіонаті.
З 2017—2020 грав в Польщі за команди «Ягеллонія», «Легія». З 2020 грав за турецькі команди спочатку за «Ерзурумспор», а у 2022 році захищав кольори «Самсунспор».

## Виступи за збірні
2006 року дебютував у складі юнацької збірної Литви, взяв участь у 6 іграх на юнацькому рівні, відзначившись 3 забитими голами.
Протягом 2007–2012 років залучався до складу молодіжної збірної Литви. На молодіжному рівні зіграв у 16 офіційних матчах, забив 2 голи.
2010 року дебютував в офіційних матчах у складі національної збірної Литви. Наразі провів у формі головної команди країни 96 матчів, забивши 12 голів.

## Титули і досягнення
- Володар Кубку Шотландії (1):

«Гарт оф Мідлотіан»:  2011/12
- Чемпіон Польщі (1):

«Легія»:  2019/20
- Віце-чемпіон Польщі (2):

«Ягеллонія»:  2017/18, 2018/19
- Футболіст року в Литві: 2018, 2020, 2021